# Escort (Schiff)
HMS Escort (H66) war einer der acht Zerstörer der E-Klasse der britischen Royal Navy. Im Zweiten Weltkrieg erhielt der Zerstörer die Battle Honours „Atlantic 1939-40“ und North Sea 1940.
Die Escort wurde auf dem Rückmarsch nach Gibraltar nach einem abgebrochenen Angriff der Force H auf Cagliari vom italienischen U-Boot Gugliemo Marconi am 8. Juli 1940 torpediert. Im Schlepp der Forester war das schwerbeschädigte Schiff am 11. nicht mehr beherrschbar und sank nach Übernahme der Besatzung. Nur zwei Mann der Besatzung kamen beim Verlust des Zerstörers ums Leben.

## Geschichte des Zerstörers
Das Schiff war der zweite am 1. Dezember 1932 bei Scotts Shipbuilding & Engineering Co. in Greenock bestellte Zerstörer der E-Klasse. Die Kiellegung der beiden Neubauten mit den Baunummern 556/557 erfolgte am 30. März 1932 und am 29. März 1934 die fünfte Escort für die Royal Navy als sechster Zerstörer der Klasse vom Stapel. In Dienst gestellt wurde er am 30. August 1934. Das auch bei Scotts gebaute Schwesterschiff Escapade war zwei Monate früher vom Stapel gelaufen bzw. fertiggestellt worden.

### Einsatzgeschichte
Zusammen mit ihren Schwesterschiffen ersetzte die Escort ältere Zerstörer der V- und W-Klasse in der „5. Zerstörerflottille“ bei der Home Fleet. Die Flottille nahm von Januar bis März 1935 an der Westindien-Fahrt der Flotte teil. Wegen der Abessinien-Krise wurde die Flottille von September 1935 bis März 1936 zur Mediterranean Fleet abgeordnet. Während des Spanischen Bürgerkriegs kamen die Einheiten der 5. Flottille bei den der sogenannten Neutralitätspatrouillen zum Einsatz, um die Beschlüsse des Komitees für Nichteinmischung in die Angelegenheiten Spaniens durchzusetzen. Die Einsätze der Escort bei den Neutralitätspatrouillen fanden meist vor der nordspanischen Küste in der Biskaya statt.
1939 wurden die Schiffe der E-Klasse von den neu zulaufenden Zerstörern der K-Klasse in der Flottille ersetzt, die in „7th destroyer flotilla“ umnummeriert wurde. Die Escort wurde im Mai 1939 der Reserveflotte zugeteilt, die den Zerstörer als Trainingsschiff nutzte. Mit anderen Schiffen der E-Klasse aus der Reserve bildete der Zerstörer nach der Besichtigung durch den König die 12. Zerstörerflottille in Portland und war bei Kriegsausbruch mit einer weitgehend aus Reservisten bestehenden Besatzung einsatzbereit.

### Kriegseinsätze
Am 3. September 1939 eilte die Escort mit dem Schwesterschiff Electra dem von dem deutschen U-Boot U 30 torpedierten Passagierdampfer Athenia zur Hilfe. Bei dem sogenannten Athenia-Zwischenfall retteten die Zerstörer etwa 300 Überlebende neben den anderen Hilfe leistenden Schiffen.
Zu Beginn des Jahres 1940 war die 12. Zerstörerflottille in Rosyth stationiert und wurde zur Sicherung von Konvois zwischen Norwegen und Großbritannien verwendet. Dabei konnte der Zerstörer am 25. Februar gemeinsam mit Inglefield und Imogen das deutsche U-Boot U 63 versenken.
Bei den alliierten Versuchen, die deutsche Besetzung Norwegen (Unternehmen Weserübung) wieder rückgängig zu machen, wurde das Schiff mehrfach zur Sicherung von Schlachtschiffen und Flugzeugträgern der Home Fleet eingesetzt. Bei einem der frühen Einsätze erhielt am 11. April die Eclipse nordwestlich von Trondheim Bombentreffer. Das manövrierunfähige Schwesterschiff wurde schließlich von der Escort in langsamer Fahrt über die Nordsee bis zu den Shetlands geschleppt.
Zwei Monate später wies die Admiralität Escort der neu gebildeten Force H zu, die in Gibraltar stationiert wurde. Sie gehörte zu der umgebildeten „8th destroyer flotilla“ zusammen mit Escapade, Faulknor, Fearless, Foxhound, Foresight und Forester. Erste Aufgabe des neuen Verbandes war die Neutralisierung der französischen Marine in Mers-el-Kébir (Operation Catapult).
Am 8. Juli später stieß die Force H erneut ins Mittelmeer vor, um die Italiener von einem Geleitzug abzulenken, der von Osten heranlief.
Die Escort wurde auf dem Rückmarsch nach dem abgebrochenen Angriff auf Cagliari vom italienischen U-Boot Gugliemo Marconi am 11. Juli 1940 mit einem Torpedo im Kesselraum getroffen. Während der Verband den Rückmarsch nach Gibraltar mit hoher Fahrt fortsetzte, nahm der Zerstörer Forester das schwerbeschädigte Schiff in Schlepp und versuchte im Schutz des Flottillenführers Faulknor die Escort einzubringen. Bald war die Escort nicht mehr beherrschbar und sank nach Übernahme der Besatzung. Von dieser kamen nur zwei Mann beim Verlust des Zerstörers ums Leben.